# Rhododendron charadzeae
Rhododendron charadzeae är en ljungväxtart som beskrevs av A.P. Khokhryakov och Mazurenko. Rhododendron charadzeae ingår i släktet rododendron, och familjen ljungväxter. Inga underarter finns listade i Catalogue of Life.